# SN 2005jk
SN 2005jk – supernowa typu Ia odkryta 20 października 2005 roku w galaktyce A014559+0111. W momencie odkrycia miała maksymalną jasność 21,30m.